# Stark Péter
Stark Péter (Kazincbarcika, 1978. augusztus 17. –) magyar labdarúgó.

## Pályafutása

### A válogatottban
Stark Péter kizárólag Lothar Matthäus kapitánysága alatt volt felnőtt válogatott, ezen időszak során összesen 1 475 percet játszott, ami a második legmagasabb érték a Matthäus által behívott labdarúgók között (Bodnár László 1 629 percet játszott). Legnagyobb sikere a Németország és Skócia elleni mérkőzés volt.

## Statisztika

### Mérkőzései a válogatottban
| Magyarország | Magyarország        | Magyarország                         | Magyarország  | Magyarország | Magyarország | Magyarország | Magyarország | Magyarország |
| #            | Dátum               | Helyszín                             | Hazai         | Eredmény     | Vendég       | Kiírás       | Gólok        | Esemény      |
| ------------ | ------------------- | ------------------------------------ | ------------- | ------------ | ------------ | ------------ | ------------ | ------------ |
| 1.           | 2004. február 19.   | Limassol (CYP)                       | Magyarország  | 2 – 1        | Lettország   | barátságos   | -            | 42'          |
| 2.           | 2004. február 21.   | Nicosia (CYP)                        | Magyarország  | 0 – 3        | Románia      | barátságos   | -            | 46'          |
| 3.           | 2004. március 31.   | Budapest, Puskás Ferenc Stadion      | Magyarország  | 1 – 2        | Wales        | barátságos   | -            |              |
| 4.           | 2004. április 25.   | Zalaegerszeg, ZTE Aréna              | Magyarország  | 3 – 2        | Japán        | barátságos   | -            | 46'          |
| 5.           | 2004. április 28.   | Budapest, Puskás Ferenc Stadion      | Magyarország  | 1 – 4        | Brazília     | barátságos   | -            |              |
| 6.           | 2004. június 2.     | Tiencsin, Teda Football Stadium      | Kína          | 2 – 1        | Magyarország | barátságos   | -            | 46'          |
| 7.           | 2004. június 6.     | Kaiserslautern, Fritz Walter Stadion | Németország   | 0 – 2        | Magyarország | barátságos   | -            |              |
| 8.           | 2004. augusztus 18. | Glasgow, Hampden Park                | Skócia        | 0 – 3        | Magyarország | barátságos   | -            |              |
| 9.           | 2004. szeptember 4. | Zágráb, Maksimir Stadion             | Horvátország  | 3 – 0        | Magyarország | barátságos   | -            | 59'          |
| 10.          | 2004. október 9.    | Stockholm, Råsunda Stadion           | Svédország    | 3 – 0        | Magyarország | vb-selejtező | -            |              |
| 11.          | 2004. november 17.  | Ta’ Qali, Nemzeti Stadion            | Málta         | 0 – 2        | Magyarország | vb-selejtező | -            |              |
| 12.          | 2004. november 30.  | Bangkok (THA)                        | Magyarország  | 0 – 1        | Szlovákia    | Király-kupa  | -            |              |
| 13.          | 2004. december 2.   | Bangkok (THA)                        | Magyarország  | 5 – 0        | Észtország   | Király-kupa  | -            | 66'          |
| 14.          | 2005. február 2.    | Isztambul (TUR)                      | Magyarország  | 0 – 0        | Szaúd-Arábia | barátságos   | -            | 86'          |
| 15.          | 2005. március 30.   | Budapest, Szusza Ferenc Stadion      | Magyarország  | 1 – 1        | Bulgária     | vb-selejtező | -            | 78'          |
| 16.          | 2005. május 31.     | Metz, Stade Saint-Symphorien         | Franciaország | 2 – 1        | Magyarország | barátságos   | -            | 19'          |
| 17.          | 2005. június 4.     | Reykjavík, Laugardalsvöllur          | Izland        | 2 – 3        | Magyarország | vb-selejtező | -            |              |
| 18.          | 2005. október 8.    | Szófia, Vaszil Levszki Stadion       | Bulgária      | 2 – 0        | Magyarország | vb-selejtező | -            |              |
| 19.          | 2005. október 12.   | Budapest, Szusza Ferenc Stadion      | Magyarország  | 0 – 0        | Horvátország | vb-selejtező | -            | 4'           |
|              | Összesen            |                                      |               | 19           | mérkőzés     |              | 0            | gól          |

## Külső hivatkozások
- Profil a Győri ETO hivatalos honlapján (magyarul)
- Stark Péter adatlapja a HLSZ.hu-n (magyarul)
- Profil a footballdatabase.eu-n (angolul)
- Stark Péter pályafutásának statisztikái a Soccerbase oldalon (angolul)

```
(angolul)
```

- Stark Péter adatlapja a national-football-teams.com-on (angolul)
- Pályafutása statisztikái a fussballdaten.de-n (németül)
- NS online játékosprofil (magyarul)